# 우마르 이븐 알카타브
우마르 이븐 알카타브(아랍어: عمر بن الخطاب Umar ibn al-Khattāb[*], 586년 ~ 644년 11월 3일)는 이슬람교의 제2대 정통 칼리파(재위 634년 ~ 644년)이다.
처음에는 무함마드를 박해하였지만, 후에 개심해 무슬림이 되었다. 그는 초대 정통 칼리파 아부 바크르의 정복 사업을 이어받아, 동로마 제국로부터 시리아 · 팔레스타인 · 이집트를 빼앗았으며 사산 왕조 페르시아를 멸망시켜 이슬람 제국의 바탕을 이룩하였다. 그는 《꾸란》을 처음으로 편집하였으며, 622년 헤지라의 해를 이슬람 기원 원년으로 정하였다.

## 생애
아라비아 반도 서부의 도시 메카에 살던 아랍인 쿠라이시 부족에 속한 아뒤 가문 출신으로, 젊은 시절에는 무용이 뛰어난 용사로써 알려졌다.
610년경 쿠라이시 부족의 먼 친족이던 무함마드 이븐 압둘라가 이슬람을 개창하였는데, 우마르는 쿠라이시 부족의 전통 신앙을 지키는 입장에서 그의 포교 활동을 방해하였다. 전설에 따르면 혈기왕성한 젊은이였던 우마르는 어느 날 분노해 무함마드를 죽이러 나섰는데, 길에서 자신의 누이동생과 매제가 이슬람으로 개종했다는 소식을 듣고 격노해서 발을 돌려 누이동생과 매제가 살던 집으로 쳐들어 가서 가구집기를 부수고 두 사람을 때렸다. 그러나 우마르는 누이동생이 외던 쿠란의 구절에 마음이 움직여 누이동생을 용서하고 자신도 이슬람에 귀의하였다고 한다. 우마르가 무슬림이 되자 쿠라이시 부족 사람들은 우마르의 무용을 두려워해서 무함마드에 대한 박해도 약해졌고, 또한 메카에서 인망이 있던 우마르의 가문으로부터 지원을 받게 된 것은 메카에서 초창기의 이슬람 포교 활동을 펼치던 무함마드에게는 큰 도움이 되었다.
622년 무함마드 등 무슬림이 메카를 탈출해 야스리브(훗날의 메디나)로 이주하는 헤지라(성천聖遷)을 실행한 뒤, 메디나에서 수립한 이슬람 공동체(움마)의 유력자의 한 사람으로써 이슬람 공동체와 메카의 쿠라이시 부족 사이에서 벌어졌던 모든 전쟁에 참가하였다. 또한 남편을 잃은 우마르의 딸 하프사가 무함마드의 네 번째 아내가 되어, 무함마드의 동맹자이자 벗으로써 중요한 입장에 서게 된다.

## 무함마드의 죽음 이후
632년 무함마드가 서거하고 메디나에서는 메카로부터의 헤지라에 가담해 이슬람이 된 자(무하지룬)들과 메디나에서 메카에 입성한 이후에 새로 무슬림이 된 자(안사르) 사이에 후계 지도자 지위를 놓고 반목이 표면에 드러났다. 그러나 우마르는 그 자리에서 무함마드와 오랜 시절부터 벗이었고 무하지룬의 최고 유력자였던 아부 바크르를 후계 지도자로써 추천해 반목을 수습하고, 메카의 쿠라이시 부족 출신의 유력자가 「주님의 사도의 대리인」을 뜻하는 칼리파의 지위를 지니고 이슬람 공동체를 지도하는 관행의 토대를 마련하였다.
초대 칼리파 아부 바크르는 2년 뒤에 사망했고, 사망하면서 그는 자신의 후계자로써 우마르를 지명했다.

## 우마르 협정
이후 우마르는 주교에게 오래된 유대 사당으로 자신을 데려가라 했는데 모든 곳이 쓰레기로 넘쳐나는 것을 보고 놀랐다고 한다. 로마인들이 이 곳을 쓰레기장으로 썼기 때문인데 이를 보고 충격을 받은 우마르가 직접 그것을 청소했다고 한다. 칼리파가 직접 하는 모습을 보고 그의 행동을 모든 백성들이 따라 했다. 후에 목재 모스크가 그 자리 남쪽에 지어지기 시작했다.
그곳을 지나 한 랍비를 따라 바위의 돔 인근으로 갔는데 바위가 장막으로 막아져 있었다. 당시에는 지금의 바위의 돔이 아니라 초석(Foundation Stone)이었으며 후에 우미야드 칼리파인 칼리프가 바위의 돔을 지은 것이다.
예루살렘에서 우마르는 도시의 다른 종교인에게 예를 갖추려 노력했으며 유대인들은 별다른 문제 없이 종교를 유지할 수 있었다. 70가구의 유대인이 살았다고 하는데 지역 기독교인도 샤리아 내 허용되는 범위에서 종교를 유지하고 지낼 수 있었다.
정복자로서 우마르는 행정 개혁을 감독했으며 행정 정책을 점거했다. 새로 정복한 곳에는 찾아가 새로운 장관과 관료를 임명했으며 모든 무슬림 영역의 통계 자료를 만들도록 했다. 그의 통치 내 바스라와 쿠파 일대가 발견 및 정비됐다. 638년 메디나의 대 모스크와 메카의 모스크를 수리, 정비했다. 그는 샤리아를 법문화하기 시작하면서 나즈란과 카이바르에서 유대인과 기독교인을 추방했으며 3일 이상 히자즈에서 머물지 못하게 했다.
우마르 협정은 딤미와 무슬림 간, 아랍 세계의 계층 간 관계를 정리했으며 후대에 널리 인용됐다.

## 영토 확장
우마르 재임기 동안 이슬람 군대는 처음으로 방어에서 벗어나 정복전쟁에 나서 636년 동로마 제국과 벌인 야무크 전쟁에서 승리해 예루살렘을 함락시키고 637년에는 사산조 페르시아마저 격파시켰다. 642년 사산조 페르시아를 모두 점령해 멸망시켜 이슬람 국가로 만들고 서쪽으로는 이집트를 정복해 알렉산드리아에 입성했다.

## 최후
그러나 그에게는 자연히 적도 많이 생겼으며 예루살렘을 정복당한 유대교도와 기독교도, 페르시아인들의 반감을 샀고 결국 644년 기독교도 페르시아계 노예에게 암살당했다.